# Maayke Tjin A-Lim
Maayke Tjin A-Lim (* 10. Januar 1998 in Hoorn) ist eine niederländische Hürdenläuferin, die sich auf den 100-Meter-Hürdenlauf spezialisiert hat.

## Sportliche Laufbahn
Erste internationale Erfahrungen sammelte Maayke Tjin A-Lim beim Europäischen Olympischen Jugendfestival (EYOF) 2013 in Utrecht, bei dem sie in 14,11 s den fünften Platz über 100 Meter Hürden belegte und mit der niederländischen 4-mal-100-Meter-Staffel im Finale disqualifiziert wurde. 2016 schied sie bei den U20-Weltmeisterschaften in Bydgoszcz mit 13,98 s in der ersten Runde aus und im Jahr darauf schied sie bei den U20-Europameisterschaften in Grosseto mit 14,00 s im Halbfinale aus. 2022 erreichte sie bei den Hallenweltmeisterschaften in Belgrad das Semifinale im 60-Meter-Lauf und schied dort mit 8,13 s aus und auch bei den Europameisterschaften in München im August schied sie mit 13,21 s im Halbfinale über 100 Meter Hürden aus. Im Jahr darauf klassierte sie sich bei den Halleneuropameisterschaften in Istanbul mit 8,09 s auf dem achten Platz über 60 Meter Hürden und schied bei den Weltmeisterschaften in Budapest mit 13,05 s im Halbfinale aus. 2024 schied sie bei den Europameisterschaften in Rom mit 13,08 s im Semifinale aus, wie auch bei den Olympischen Sommerspielen in Paris mit 13,03 s. 
2025 kam sie bei den Halleneuropameisterschaften in Apeldoorn mit 8,13 s nicht über die Vorrunde über 60 m Hürden hinaus.
2024 wurde Tjin A-Lim niederländische Meisterin im 100-Meter-Hürdenlauf sowie Hallenmeisterin über 60 m Hürden.

## Persönliche Bestzeiten
- 100 m Hürden: 12,66 s (+1,0 m/s), 2. Juli 2023 in La Chaux-de-Fonds
  - 60 m Hürden (Halle): 7,98 s, 18. Februar 2024 in Apeldoorn